# La Triple Mort du troisième personnage
Pour plus de détails, voir Fiche technique et Distribution.
La Triple Mort du troisième personnage (La triple muerte del tercer personaje) est un film policier politique franco-belgo-hispano-chilien réalisé par Helvio Soto et sorti en 1979.

## Synopsis
Après avoir passé deux ans en prison en Amérique latine, un homme est traqué par des agents internationaux qui veulent le tuer. Sans savoir exactement ce qui se passe, le protagoniste se rend compte qu'ils veulent le tuer car le livre qu'il a écrit sur son séjour en prison comprend des informations secrètes qui n'étaient pas censées être révélées. Lui, qui a écrit cet ouvrage sans penser à mal, se rend compte qu'il court un grave danger. Un à un, les personnes qui ont inspiré ses personnages du roman sont éliminées pour que le mystérieux secret reste caché à jamais.

## Fiche technique
- Titre français : La Triple Mort du troisième personnage[1]
- Titre original italien : La triple muerte del tercer personaje[2],[3]
- Réalisateur : Helvio Soto
- Scénario : Helvio Soto
- Photographie : José Luis Alcaine
- Montage : Anita Pérez, Monique Soussan, Rudolfo Wedeles
- Musique : Juan José Mosalini
- Décors : Ramon Pou
- Production : Josep Anton Pérez Giner (ca), Ken Legargeant, Guy Jacobs
- Société de production : Babylone Films, 2000 Production, Producciones Zeta
- Pays de production :  Chili -  Espagne -  France -  Belgique
- Langue originale : français
- Format : Couleurs par Eastmancolor - Son mono - 35 mm
- Durée : 95 minutes
- Genre : Film policier, film politique, thriller
- Dates de sortie :
  - Espagne : 17 septembre 1979 (Festival de Saint-Sébastien) ; 5 juin 1981 (Barcelone) ; 15 juin 1981 (Madrid)
  - France : 17 mars 1982[1]

## Distribution
- José Sacristán : Le Latino-Américain
- André Dussollier : Marcel
- Marcel Dossogne : André
- Patricia Guzmán (es) : Carolina
- Rafael Anglada (es) : Le copiste
- Roland Mahauden : L'agent inconnu
- Brigitte Fossey : La française
- Vincent Grass